# Rataje nad Sázavou
Rataje nad Sázavou é uma comuna checa localizada na região da Boêmia Central, distrito de Kutná Hora.